# Франциск Циммерманн
Франциск Циммерманн (рум. Francisc Zimmermann, угор. Ferenc Zimmermann) — румунський футболіст, півзахисник.

## Біографія
Циммерманн грав за КА «Тімішоара». Також зіграв у першому офіційному матчі національної збірної Румунії на Кубку короля Олександра 8 червня 1922 року проти Югославії.
Зі збірною Румунії був учасником літніх Олімпійських ігор 1924 року у Парижі, де зіграв у єдиний грі своєї команди проти Нідерландів (0:6). Цей матч став другим і останнім для гравця за збірну, оскільки після турніру він за національну команду більше не грав.
| Міжнародні виступи | Міжнародні виступи | Міжнародні виступи | Міжнародні виступи | Міжнародні виступи | Міжнародні виступи      | Міжнародні виступи |
| #                  | Дата               | Місце проведення   | Суперник           | Рахунок            | Турнір                  |                    |
| ------------------ | ------------------ | ------------------ | ------------------ | ------------------ | ----------------------- | ------------------ |
| 1.                 | 8 червня 1922      | Белград, Югославія | Югославія          | 2–1                | Кубок короля Олександра |                    |
| 2.                 | 27 травня 1924     | Коломб, Франція    | Нідерланди         | 0–6                | Олімпійські ігри 1924   |                    |